# چشمه تنگاب
چشمه تنگاب در مسیر جاده شیراز- فیروزآباد و در فاصله ۱۰ کیلومتری جاده اصلی از دامنه کوه می‌جوشد. این چشمه به دلیل آب گوارایی که دارد مورد توجه مردم و مسافران قرار می‌گیرد.